# Zodion cinereiventre
Zodion cinereiventre is een vliegensoort uit de familie van de blaaskopvliegen (Conopidae). De wetenschappelijke naam van de soort is voor het eerst geldig gepubliceerd in 1927 door Van Duzee.